# اندیس زغالسنگ زیاران
زغالسنگ زیاران یک اندیس غیرفلزی است که در  استان قزوین قرار دارد و مادهٔ معدنی موجود در آن، ذغالسنگ است.سنگ میزبان این اندیس سنگ شیل و سیلتستون است و دیرینگی آن به دوران احتمالاْ ژوراسیک می‌رسد. 